# Іллінський ярмарок

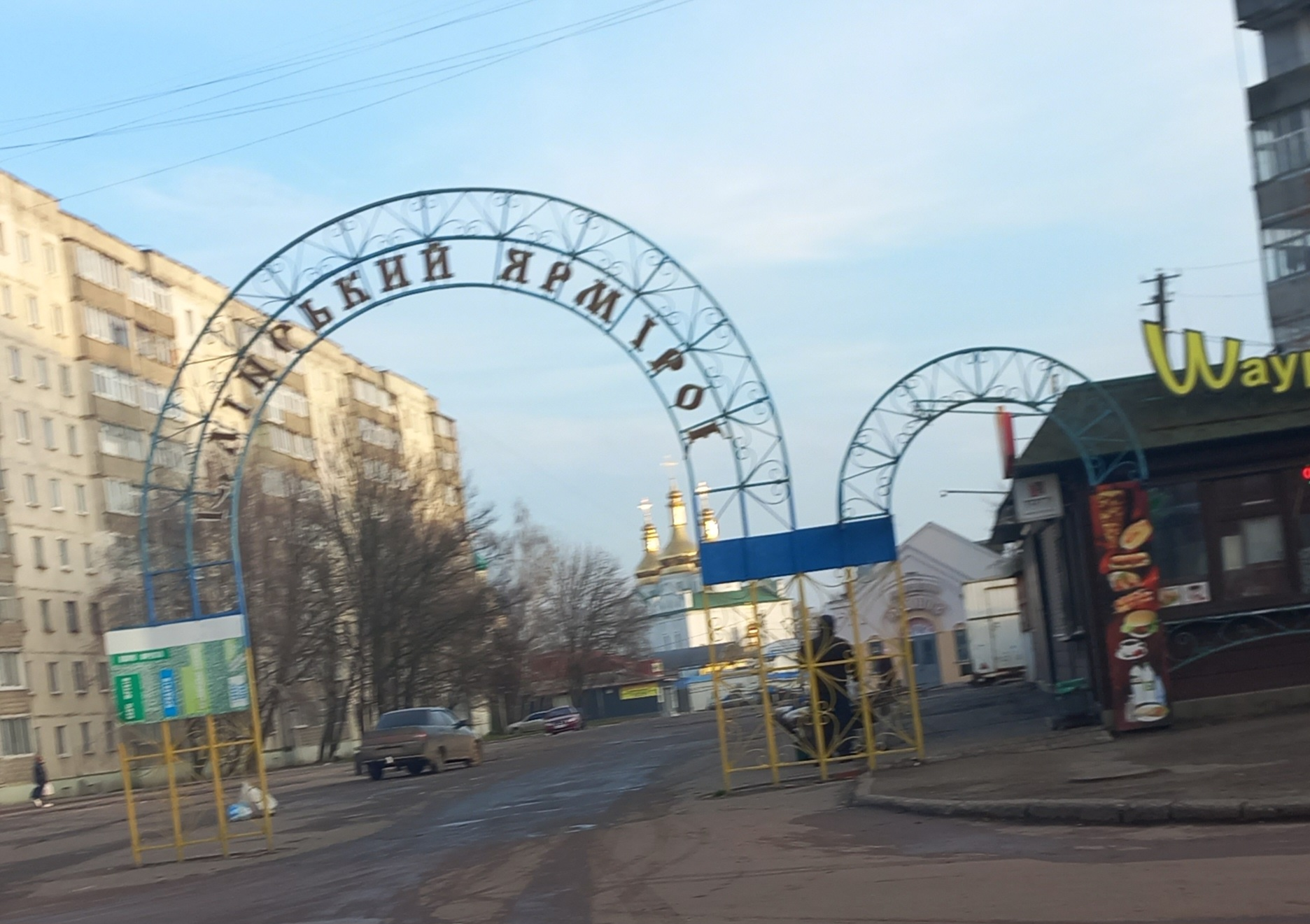
Іллінський ярмарок на Кінній площі у Полтаві, початок XX століття

Іллінський ярмарок — один із найбільших ярмарків Лівобережної України. Виник наприкінці XVII століття у Ромнах. У 1852 році переведений до Полтави. За товарообігом посідав трете місце в імперії опісля нижньогородського та ірбітського.

## Історія

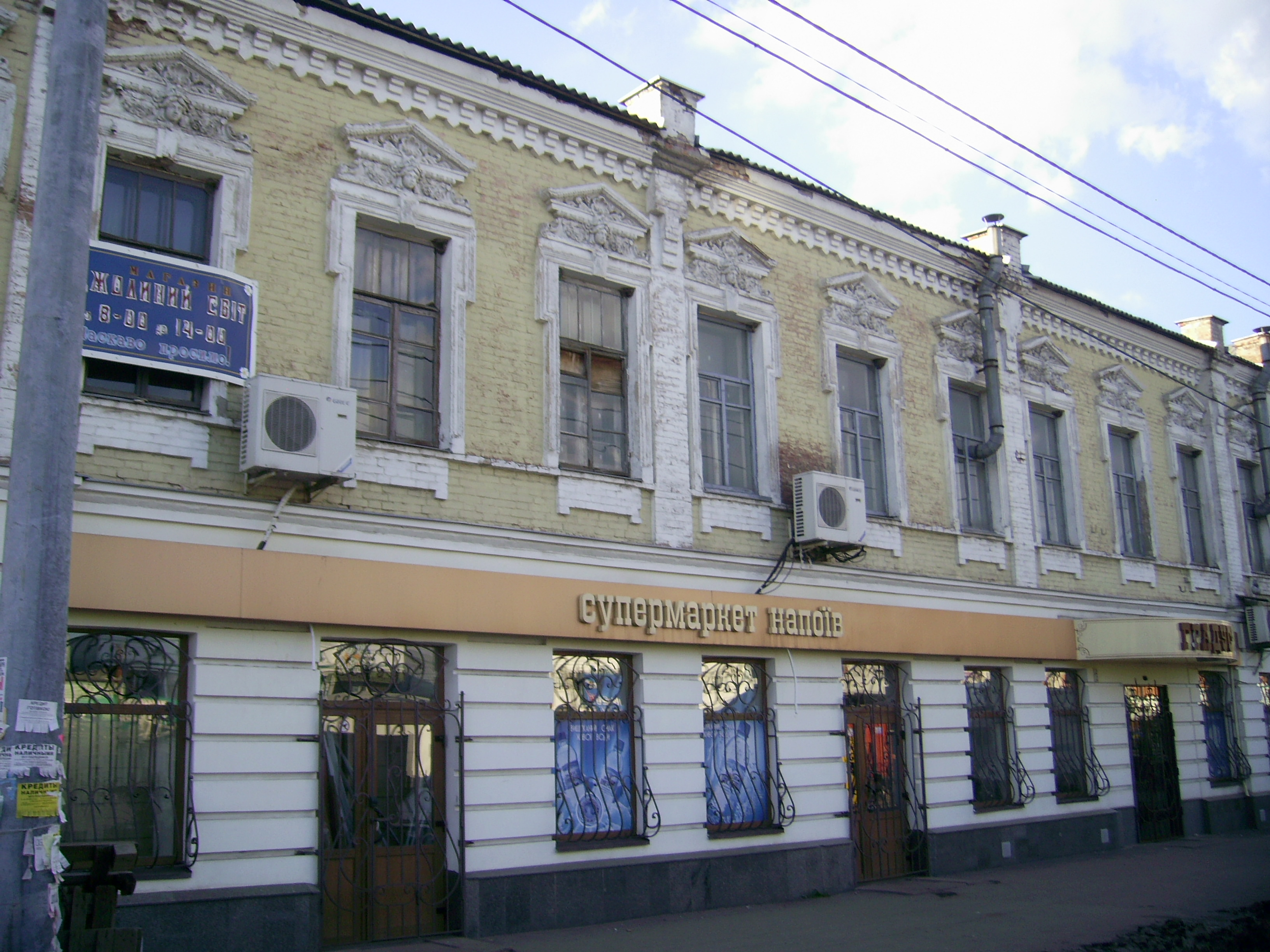
Сучасна вул. Новий Базар

Починався як кінний ярмарок, на якому продавалися коні, худоба, вівці, вовна, сирі шкури, віск, мед, олія, горілка, селянські вироби, одяг, землеробські знаряддя тощо. Тривав офіційно з 10 до 20 липня, розміщався на Кінноярмарковій площі, що займала територію близько 90 десятин (нині площа Богдана Хмельницького). Через 7—10 днів починався Краснорядський ярмарок, який тривав до 4 серпня. Відбувався на Гостиннодвірській площі, де у 1852 році було збудовано 5 кам'яних корпусів з 134 лавками та 11 дерев'яних, в яких знаходилось 168 крамниць і 214 балаганів. Крім того, багато крамниць, тимчасових балаганів і палаток було зведено на Петровській площі (нині площа Конституції). Торгували красними товарами, галантерейними, бакалійними, москатними виробами, різними металами та виробами з них, посудом, одягом, взуттям, обробленими шкірами, свічками, милом тощо. Оскільки цих площ було замало, додатковою торгівельною площею було додано Новоселівський ринок («Новий базар») у межах периметру сучасних вулиць В'ячеслава Чорновола, Героїв-чорнобильців та відрізку Шевченка.
На Іллінський ярмарок збиралося до 40 тисяч людей. Вартість привезених товарів становила від 1/2 до 2/3 вартості товарів, привезених на всі ярмарки Полтавщини, і сягала 28 мільйонів карбованців (1864). Найважливішими були бавовняні, шовкові, вовняні, лляні і конопляні тканини й сукна (на них припадало до 45 % вартості проданих товарів), далі йшли хутро та галантерейні товари. Іллінському ярмарку належало одне з перших місць у Росії по торгівлі вовною. Так, у 1860 році було продано 122 тисяч пудів тонкорунної вовни на 2049 тисяч карбованців. Він був значним ринком збуту промислових товарів центральних губерній Росії, зокрема, тканин, виробів із заліза. З-за кордону привозилися шовкові і вовняні тканини, хутра, австрійські сінокосні коси, аптекарський товар та інше. У 1860 році вітчизняні товари становили по продажу 15 325 тисяч карбованців, а іноземні — 859 тисяч карбованців. Іллінський ярмарок був тісно пов'язаний з іншими великими ярмарками Лівобережної, Південної і, менше — Правобережної України, а також Росії, утворюючи єдину ярмаркову мережу країни. У кінці XIX століття, через відкриття торгових площ у Харкові, ярмарок почав занепадати. У 1895 році було продано товару всього на 1,107 тисячу карбованців. У 20-х роках XX століття Іллінський ярмарок у вигляді Центрального ринку міста залишився лише на території «Нового базару».